# 신칸센 E3계 전동차
신칸센 E3계 전동차(일본어: 新幹線E3系電車)는 동일본 여객철도(JR 동일본)의 신칸센 직행 특급(미니 신칸센)용 신칸센 차량이다.

## 개요
크게 나누어, 1997년에 개업한 아키타 신칸센용 기본 번대(1997년 3월 22일 영업운전 개시)와 1999년에 야마가타 신칸센 신조역 연장운행 증비 차량용 1000번대(1999년 12월 4일 영업운전 개시), 그리고 신칸센 400계 대차용 2000번대의 3종류가 있다.
제조는 가와사키 중공업과 도큐 차량제조. 2002년 이후부터는 코마치 열차는 가와사키 중공업, 쓰바사 열차는 도큐 차량에서 제조되고 있다.
2014년에 1000번대와 2000번대에 내외장을 리뉴얼한 차량이 등장했다. 도장은 오쿠야마 켄이 디자인을 한 신도색이다. 아울러 로고에도 사과와 쌀 벚꽃과 홍화의 일러스트가 추가되었다. 2020년 3월 동일본여객철도에 따르면 향후 2024년부터 2026년까지 E8계 교체와 동시에 순차별로 퇴역될 예정이다.

## 파생형
- E3계 R 편성 : 1997년 아키타 신칸센 개업과 동시에 도입된 열차로 26펀성을 운용하였다.
- E3-1000번대 LR 편성 : 1999년에 야마가타 신칸센 운용을 위해서 도입했으며 5편성을 운용하고 있다.
- E3-2000번대 LR 편성 : 2008년에 노후된 400계 전동차 교체를 위해 도입되었다.
- E3-700번대 토레이유  : 2014년부터 2021년까지 야마가타 신칸센에서 운행하였다.
- E3-700번대 겐비 신칸센 : 2016년부터 2020년까지 조에쓰 신칸센에 운행했던 열차로 에치고유자와역에서 니가타역까지 운행하였다.

## 세부 모델

### 신칸센 E3계 0번대 전동차
신칸센 E3계 0번대 전동차(일본어: 新幹線E3系電車0番台)는 아키타 신칸센 코마치용으로, 처음에는 5량 편성으로 등장했지만 1998년에 증결 부수차량 E328형 차량이 등장해 6량 편성이 되었다. 최고속도는 재래선 구간 130km/h, 신칸센 구간 275km/h이다. 현재, 6량 편성 26편성(156량)이 아키타 차량센터에 재적하고 있다.
기본적으로는 코마치용이지만, E2계와 중련 편성에 의해 모리오카 발착 하야테, 센다이 발착 야마비코, 나스노로서도 사용된다. 특히 하야테랑 병결편성은 오미야 이후 센다이까지 무정차로 운행하여 인기가 높다.
2013년 동일본 여객철도의 발표에 따르면 코마치에서 운행하고 있는 R 편성을 퇴역시키고 E6계로 교체하는 방안이 검토되었다.
2014년 다이야 개정으로 아키타 신칸센에서 모두 철수했으며 지속적인 운용 이탈로 인해 한동안 2편성만 운용하였고 전 편성 모두 야마비코, 나스노에서 운행하였다.
제조시기에 의한 차이점
R1편성

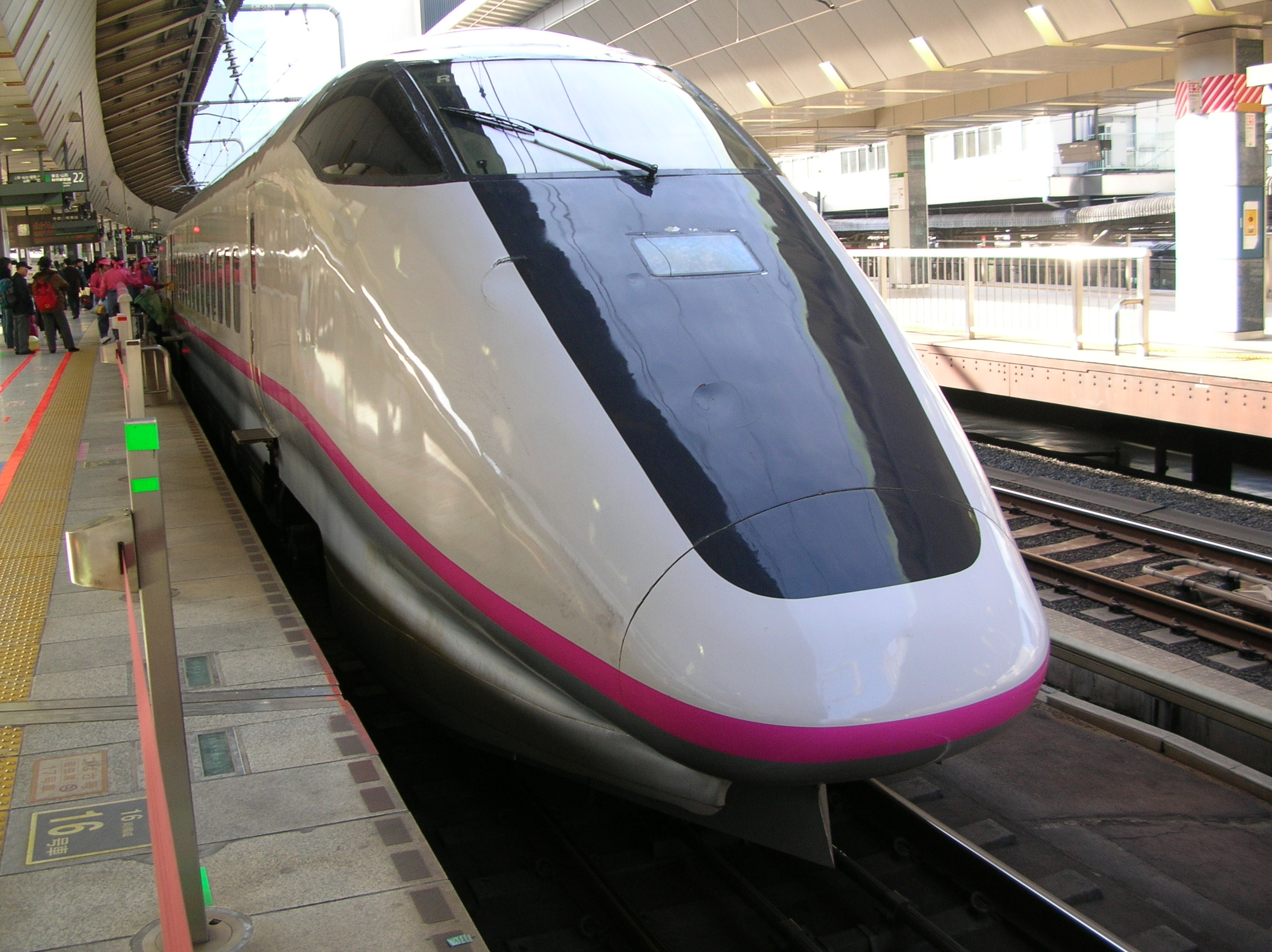
E3계 시제차량(R1편성)

1995년 제조한 양산 선행차량. 시험 차량(S8)으로도 운행되었다.
- 선두차 형상이 크게 다르다.
- 초기에는 팬터그래프가 링크식이었지만, 현재는 싱글암 식으로 교체되어 있다.
- 전조등의 위치는 운전실 상부. 이것은 현재에도 변함없이 사용되고 있다.
- 남자용 화장실의 변기의 방향이 비스듬하게 설치되어 있어 양산차량에 비해 약간 좁다.
- 자동 연결 장치가 격납되고 있는 선두부의 노즈가 열렸을 때의 모습이 다르다.
- DS-ATC 탑재가 끝난 상태다.
- 아키타 신칸센 차량보유(秋田新幹線車両保有)가 소유한다.

R2 ~ R16 편성
1997년 개업시의 대량생산차량. 등장시에는 5량 편성이었다. 전조등 위치가 운전실 상부에서 하부로 바뀌어, 형상 및 선두부 형상이 변경되어 있다. 1998년에 6량 편성으로 바뀌었다. DS-ATC 탑재가 끝난 상태. 아키타 신칸센 차량보유가 소유하고 있다.
R17 편성
1998년의 증비차량. 이 편성 이후, 처음부터 6량 편성으로 등장한다. 운전실 전면의 와이퍼를 2개 설치. DS-ATC 탑재되었다.
R18 ~ 26 편성
2002년~2005년의 증비차량. 연결면 외부 휘장의 재질이 우레탄에서 합성고무로 변경되었으며, 좌석이 리클라이닝 기능이 추가된 것으로 변경되어 있다. 또 VVVF 인버터 제어장치의 반도체 소자가 GTO에서 IGBT로 변경되어 있다. DS-ATC 탑재되었다.

### 신칸센 E3계 1000번대 전동차

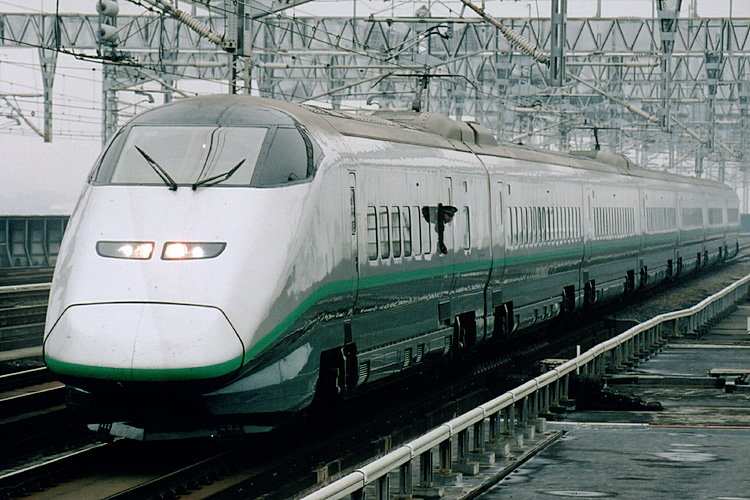
E3계 1000번대 츠바사

신칸센 E3계 1000번대 전동차(일본어: 新幹線E3系電車1000番台)는 야마가타 신칸센 츠바사 등급으로, 모두 7량 편성이다. 최고속도는 재래선 구간에서는 130 km/h이지만, 신칸센 구간에서는 400계와 같은 240km/h였지만 2012년부터 275km/h이다.현재, 7량 편성 3편성(21량)이 야마가타 차량센터에 배치되어 400계와 공통으로 운용되고 있다. DS-ATC 탑재를 했으며 동일본 여객철도가 소유하고 있다.
L51, L52 편성
1999년 야마가타 신칸센 추가 개업 당시의 증비 차량. 차체 하부와 와이퍼는 기본 번대의 R17 편성과 같으며, 이외에 외장·내장 등은 다르다.
L53 편성
2005년의 증비차량. VVVF 인버터 제어장치의 소자가 IGBT로 변경되어 있으며 도어 차임(문이 열릴 때 경고음을 내는 장치)도 설치되어 있다.

### 신칸센 E3계 2000번대 전동차

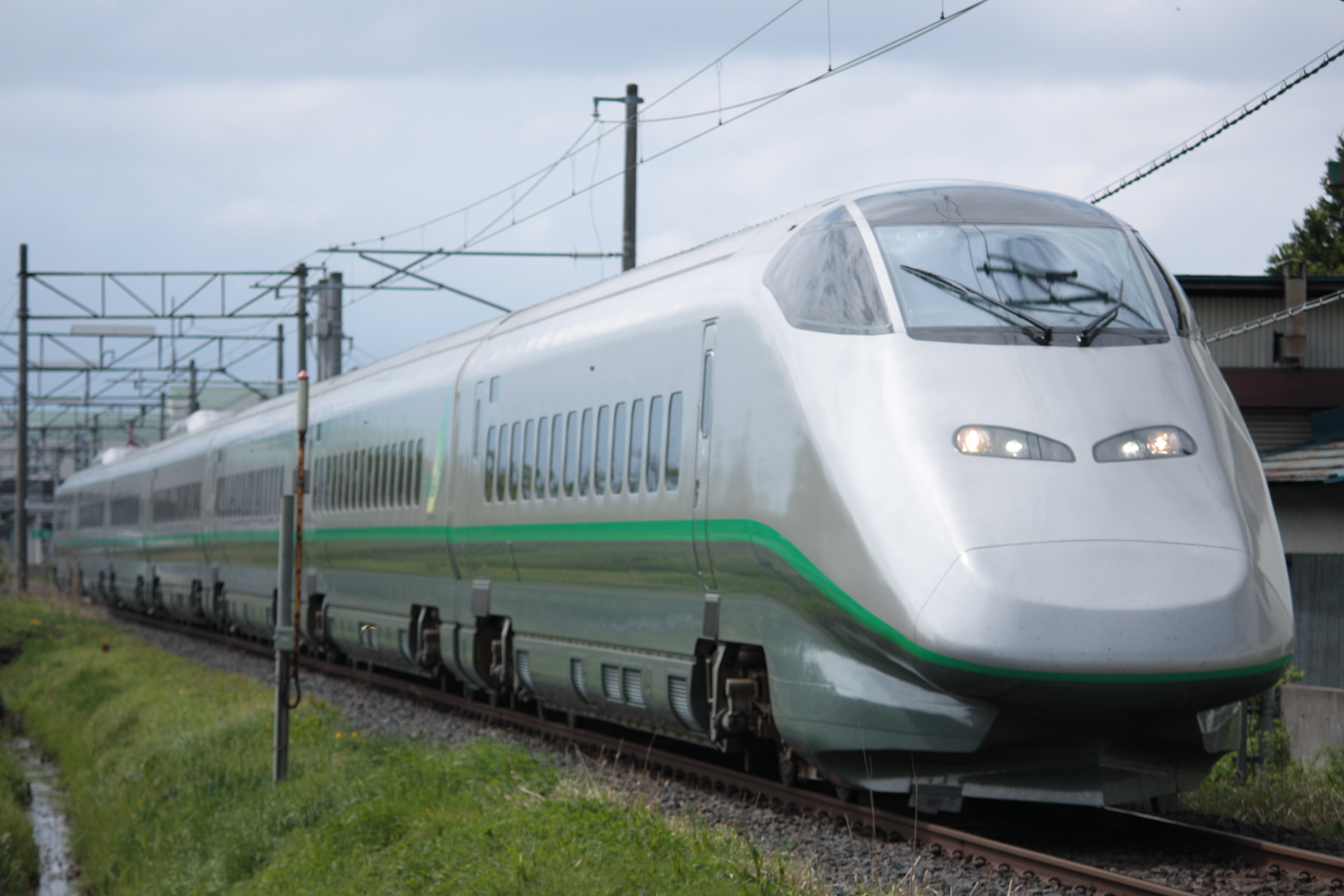
E3계 2000번대 츠바사

신칸센 E3계 2000번대 전동차(일본어: 新幹線E3系電車2000番台)는 400계를 대차하기 위해 2008년부터 제조된 야마가타 신칸센 '츠바사'용으로, 총 7량 편성으로 운행하고 있다. 최고속도는 재래선 구간에서는 130 km/h이지만, 신칸센 구간에서는 400계와 같은 240 km/h이었지만 2012년부터 275 km/h이다. E2계량 병결하며 모두 JR 동일본 소유이다.

## 보유 회사에 관해
아키타 신칸센용 기본 번대는 제3섹터인 아키타 신칸센 차량보유 주식회사(일본어: 秋田新幹線車両保有株式会社)가 운행주체인 JR 동일본에 임대하는 방식으로 되어 있었다. 다만, 1998년 이후에 제조된 E328형(14호차) 전동차와 R17 편성 이후는 동일본 여객철도의 소유이다.
야마가타 신칸센용 1000번대는 400계와 달리 JR 동일본의 소유이다. 2010년 3월에 회사가 해산되었다.

## 객차 구성
- R편성의 경우 12호차와 15호차에 L편성의 경우 12호차와 14호차에 팬터그래프가 존재한다.

### L 편성 (1000번대)

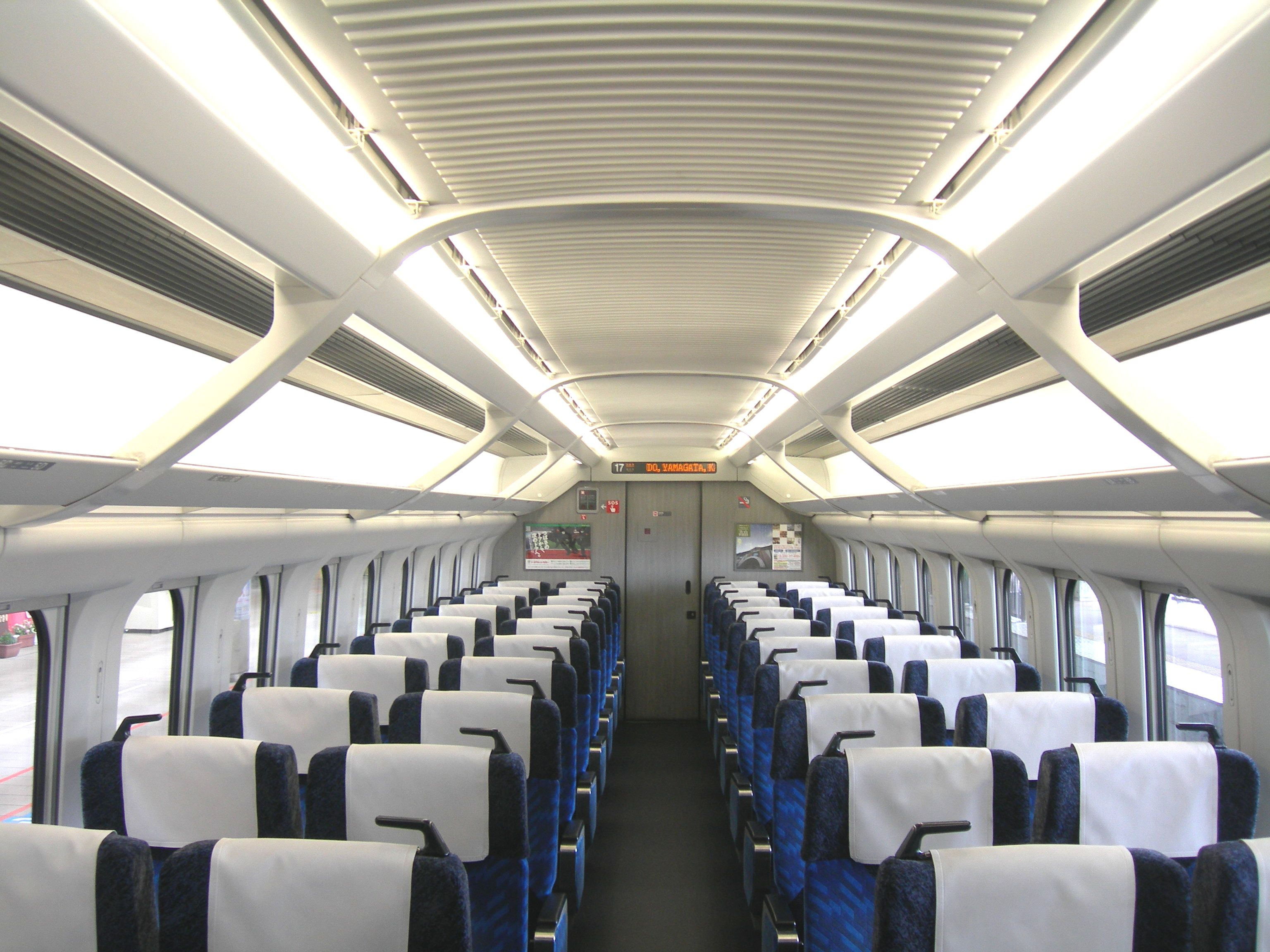
E3계 1000번대 좌석

### R 편성
| 호차 | 11   | 12   | 13   | 14   | 15   | 16   |
| ---- | ---- | ---- | ---- | ---- | ---- | ---- |
| 명칭 | M1sc | M2   | T1   | T2   | M1   | M2c  |
| 번호 | E311 | E326 | E329 | E328 | E325 | E322 |
| 좌석 | 23   | 67   | 60   | 68   | 64   | 56   |

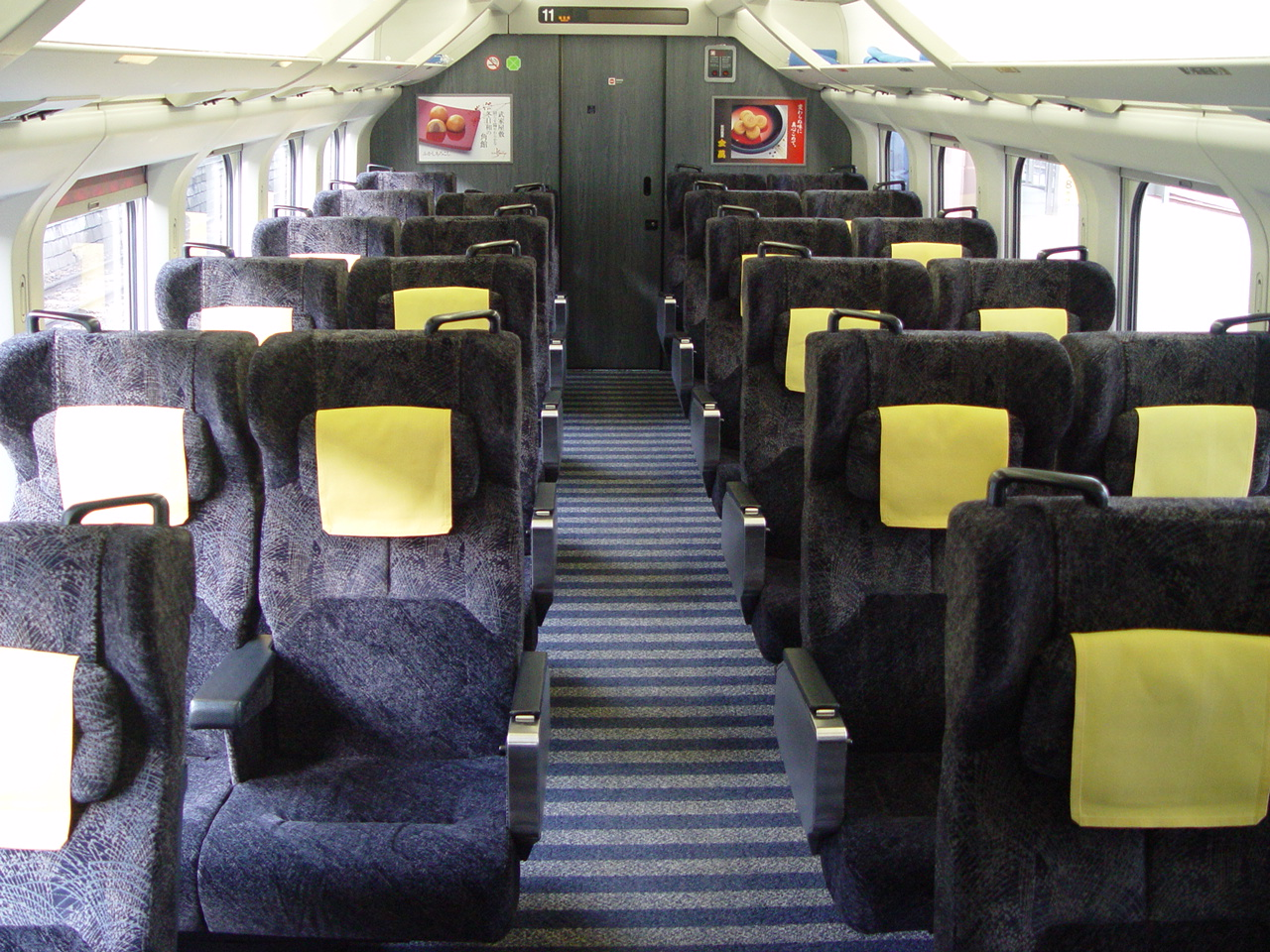
11호차 그린차
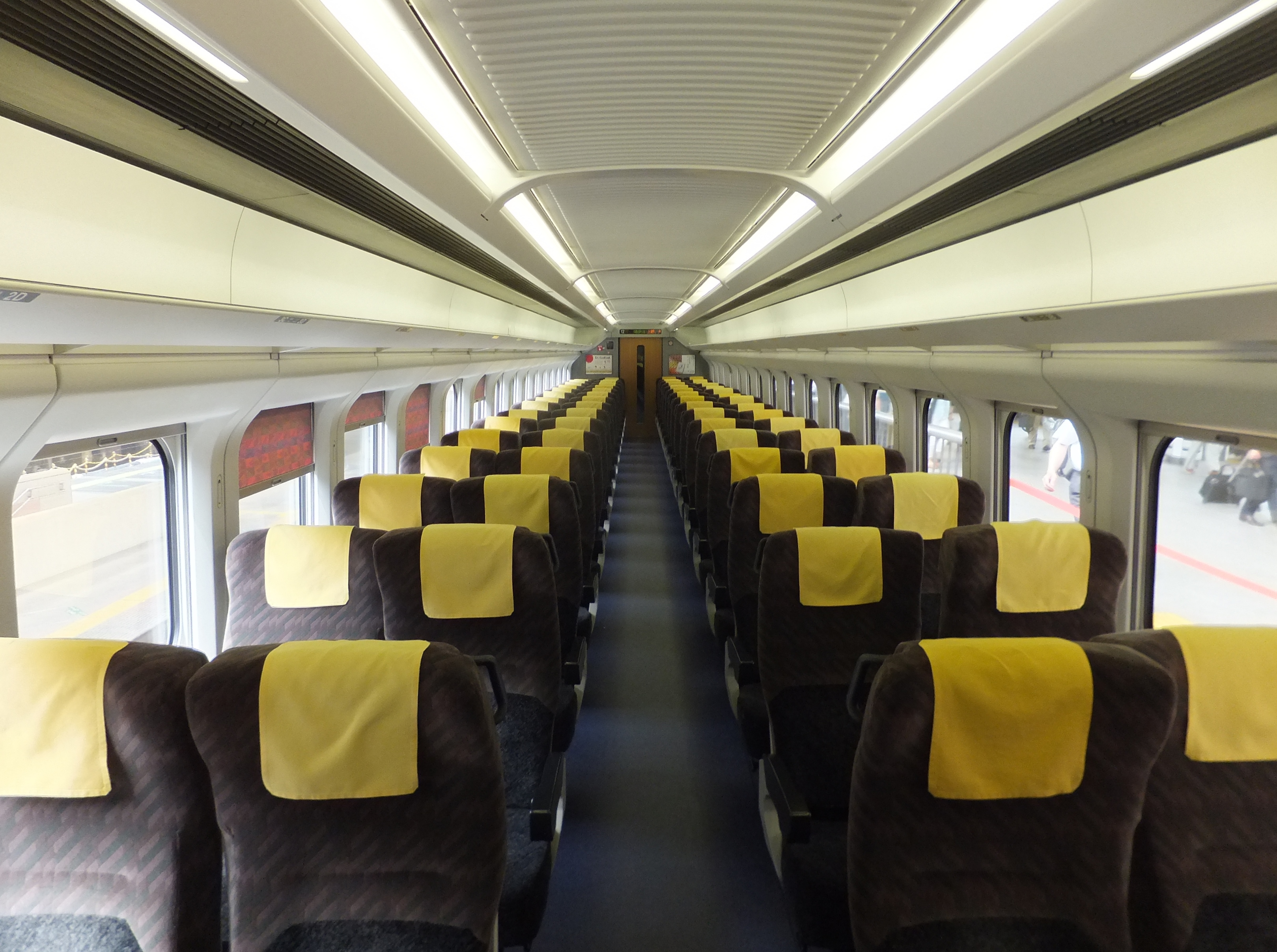
12호차 좌석
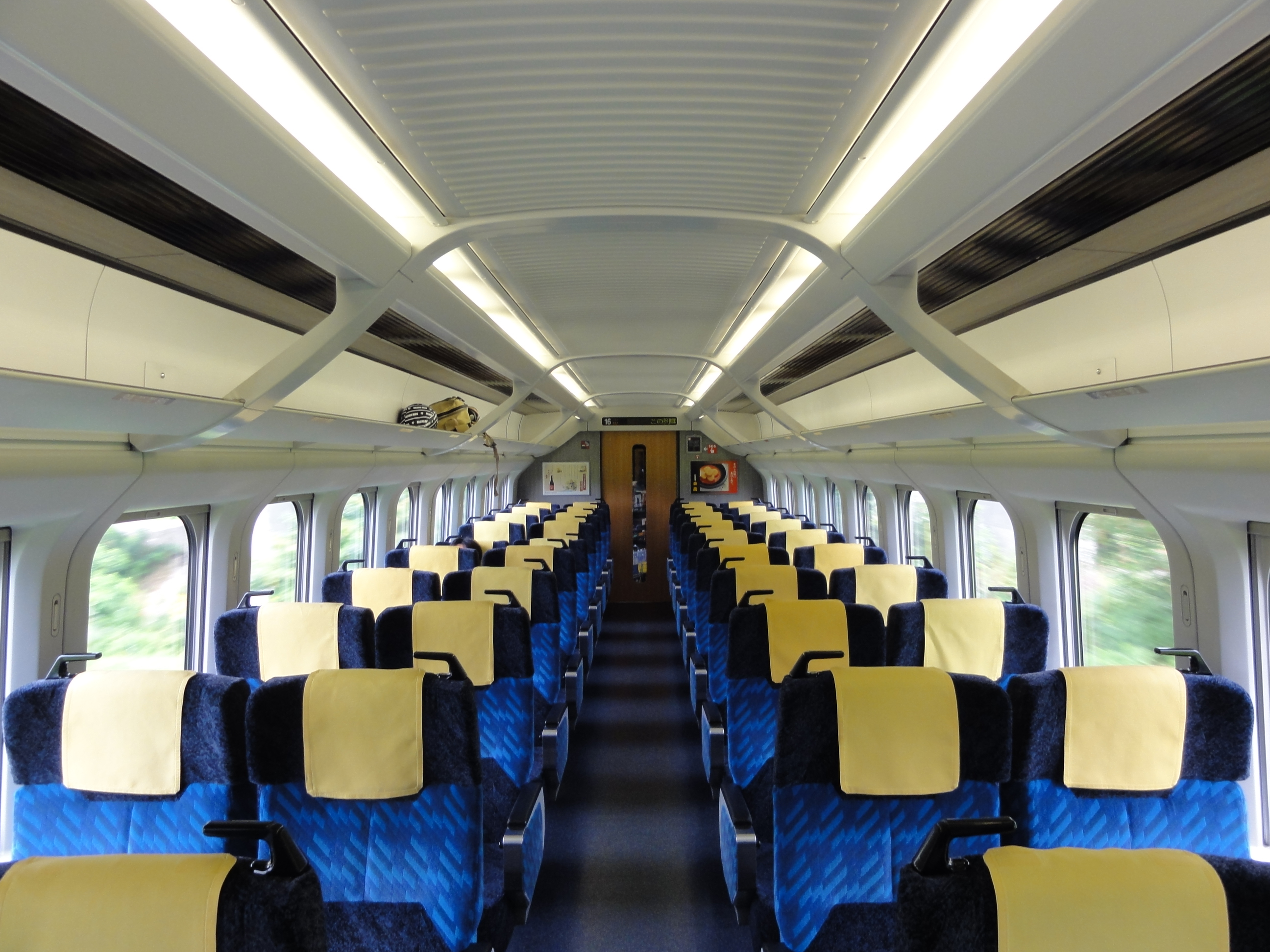
16호차 좌석

### L 편성[8](1000번대)
| 호차 | 11        | 12        | 13        | 14        | 15        | 16        | 17        |
| ---- | --------- | --------- | --------- | --------- | --------- | --------- | --------- |
| 명칭 | M1sc      | M2        | T1        | M2        | T2        | M1        | M2c       |
| 번호 | E311-1000 | E326-1000 | E329-1000 | E326-1100 | E328-1000 | E325-1000 | E322-1000 |
| 좌석 | 23        | 67        | 60        | 68        | 64        | 64        | 56        |

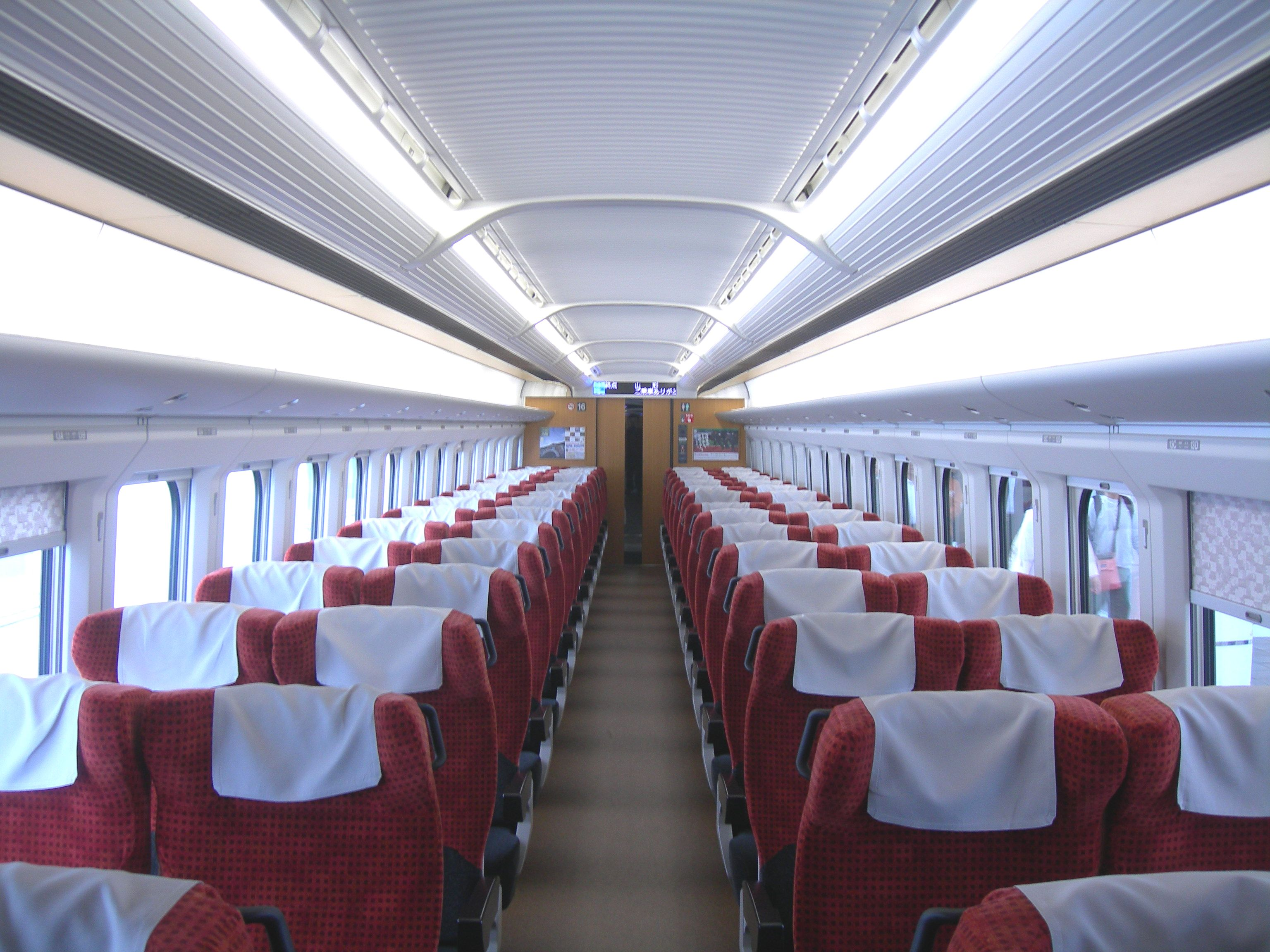
E3계 1000번대 좌석

### L 편성 (2000번대)
| 호차 | 11        | 12        | 13        | 14        | 15        | 16        | 17        |
| ---- | --------- | --------- | --------- | --------- | --------- | --------- | --------- |
| 명칭 | M1sc      | M2        | T1        | M2        | T2        | M1        | M2c       |
| 번호 | E311-2000 | E326-2000 | E329-2000 | E326-2100 | E328-2000 | E325-2000 | E322-2000 |
| 좌석 | 23        | 67        | 60        | 68        | 64        | 60        | 52        |

- E3계 2000번대 좌석

### 토레이유 쓰바사 (R 18편성)[9]
| 호차 | 11       | 12          | 13          | 14          | 15               | 16          |
| ---- | -------- | ----------- | ----------- | ----------- | ---------------- | ----------- |
| 명칭 | M1c      | M2          | T1          | T2          | M1               | M2c         |
| 번호 | E321-701 | E326-701    | E329-701    | E328-701    | E325-701         | E322-701    |
| 시설 | 2+2 좌석 | 일본식 좌석 | 일본식 좌석 | 일본식 좌석 | 라운지 및 바코너 | 아시유 족욕 |

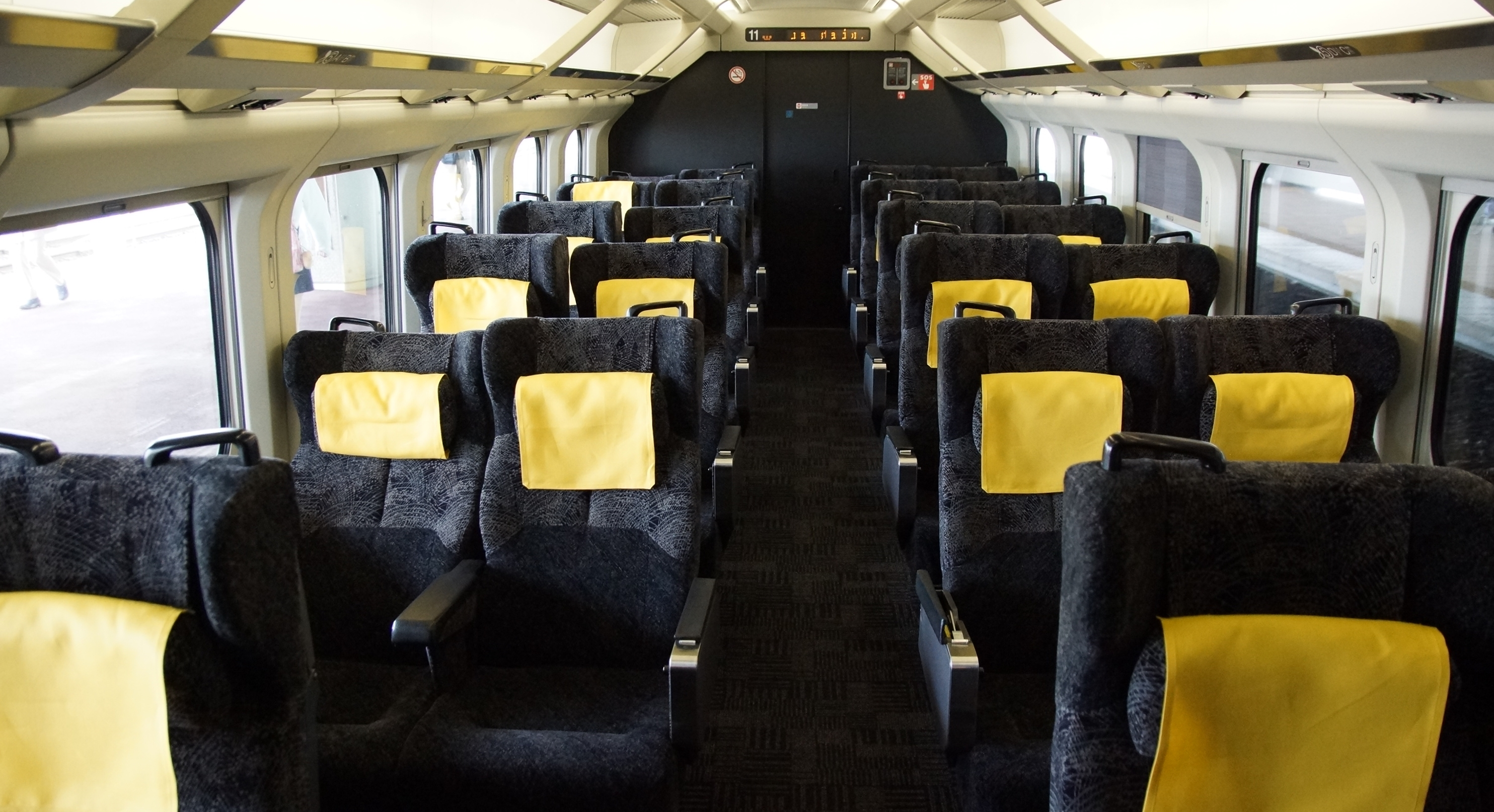
11호차 좌석
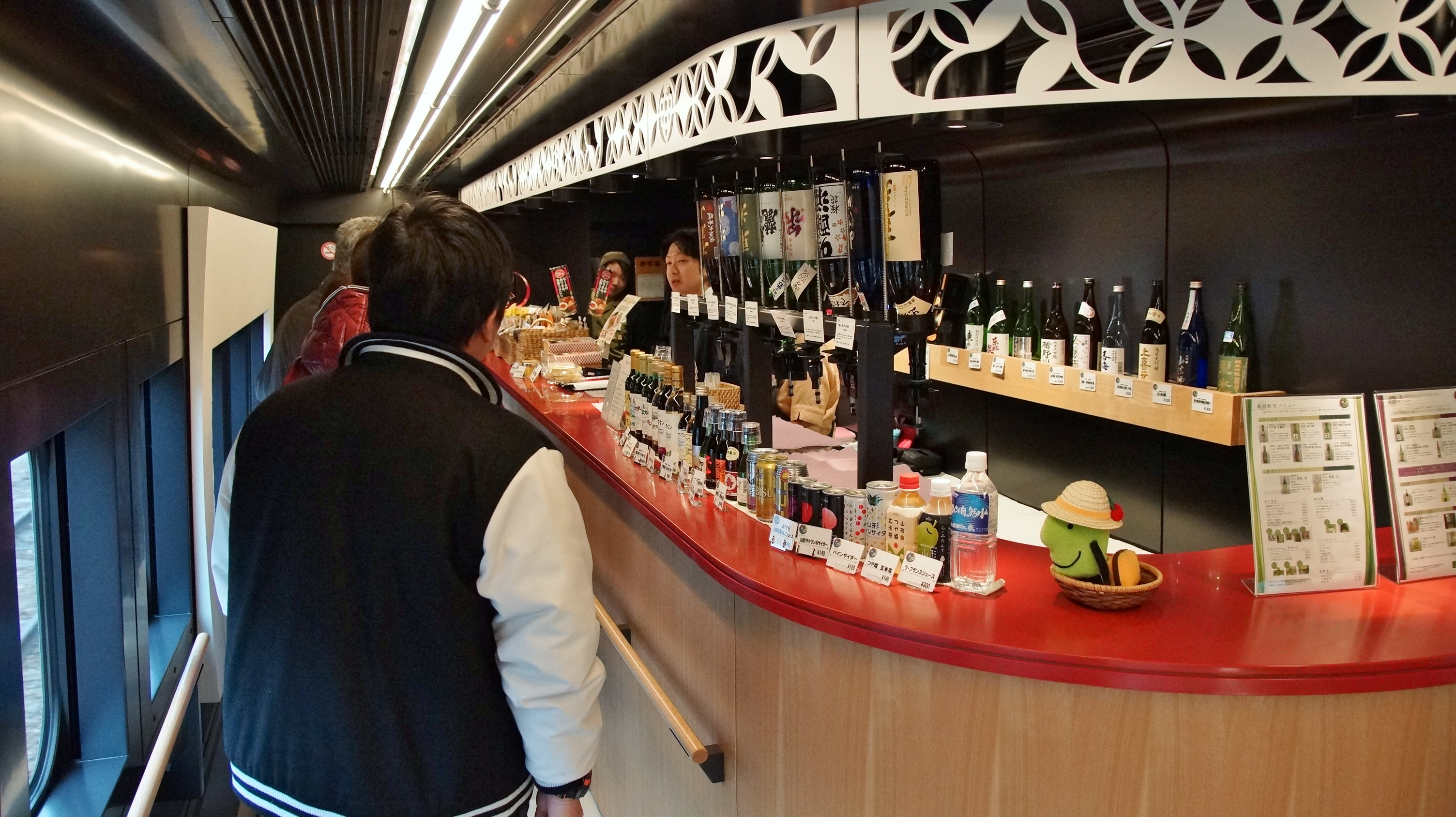
15호차 카페실
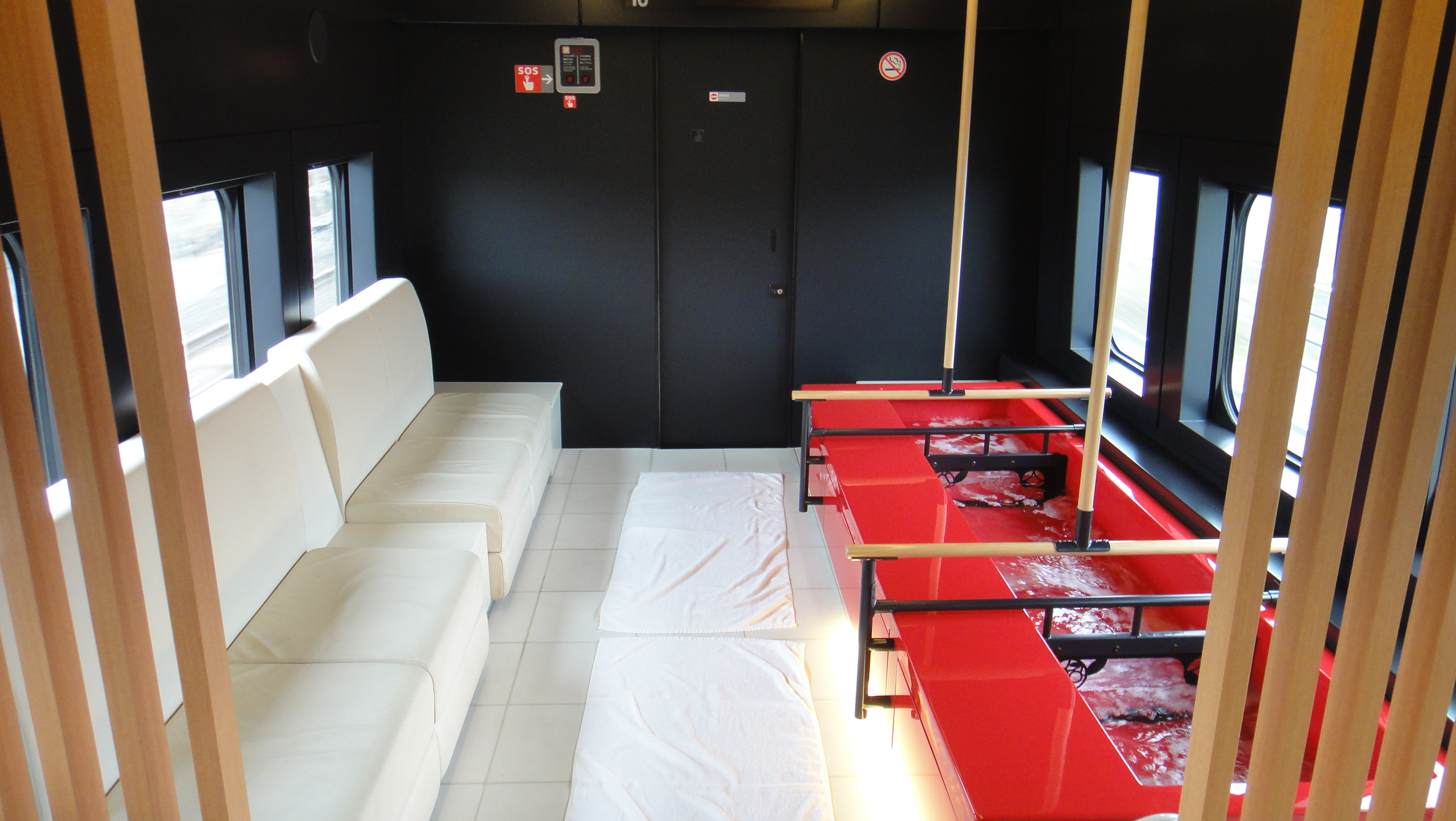
16호차 족욕

### 겐비 신칸센 (R 19편성)
| 호차      | 11       | 12             | 13                        | 14             | 15             | 16             |
| --------- | -------- | -------------- | ------------------------- | -------------- | -------------- | -------------- |
| 명칭      | M1c      | M2             | T1                        | T2             | M1             | M2c            |
| 번호      | E321-702 | E326-702       | E329-702                  | E328-702       | E325-702       | E322-702       |
| 이전 번호 | E311-19  | E326-19        | E329-19                   | E328-19        | E325-19        | E322-19        |
| 시설      | 2+2좌석  | 미술 사진 공간 | 카페 + 어린이 놀이터 공간 | 미술 사진 공간 | 미술 사진 공간 | 미술 사진 공간 |

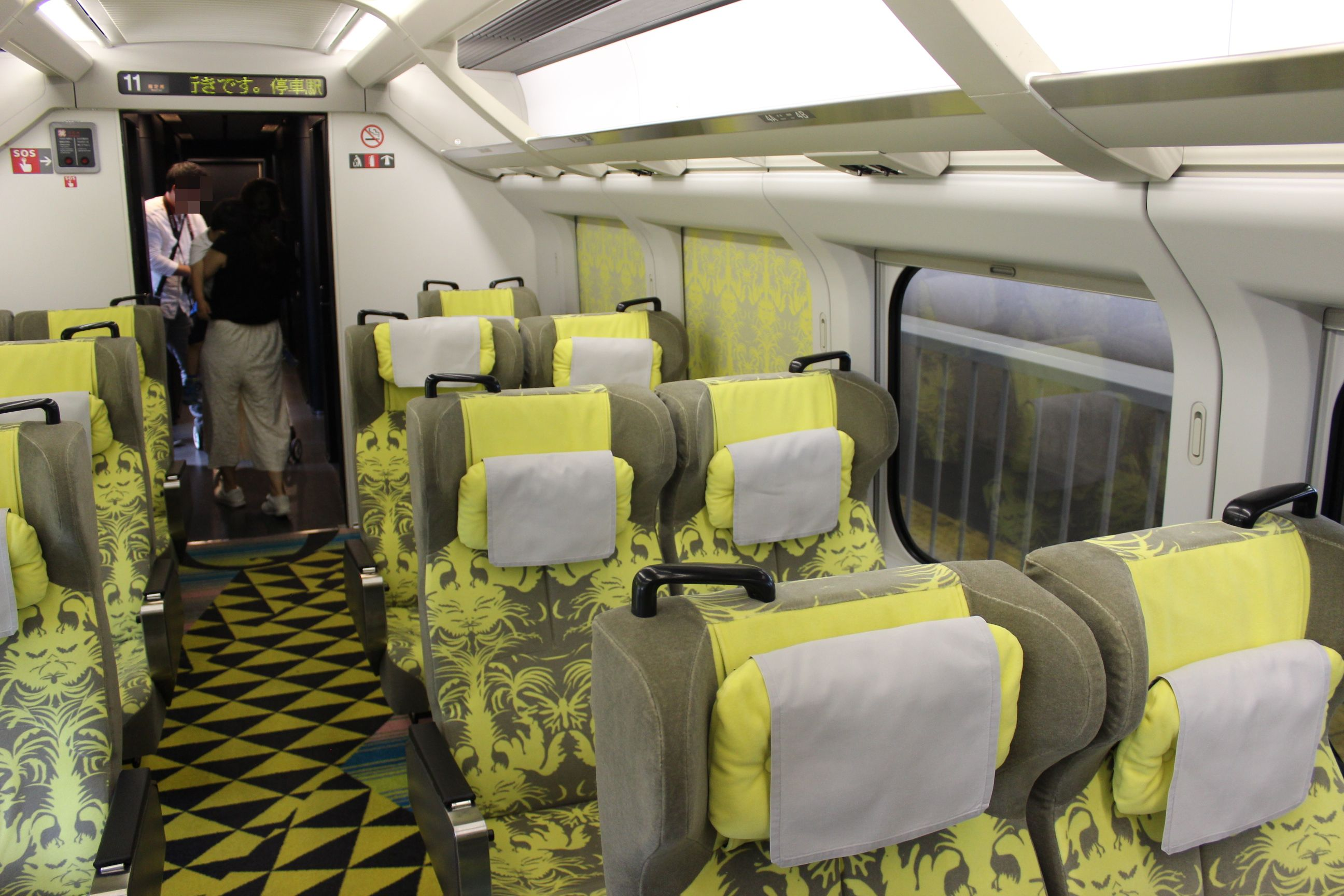
11호차 좌석
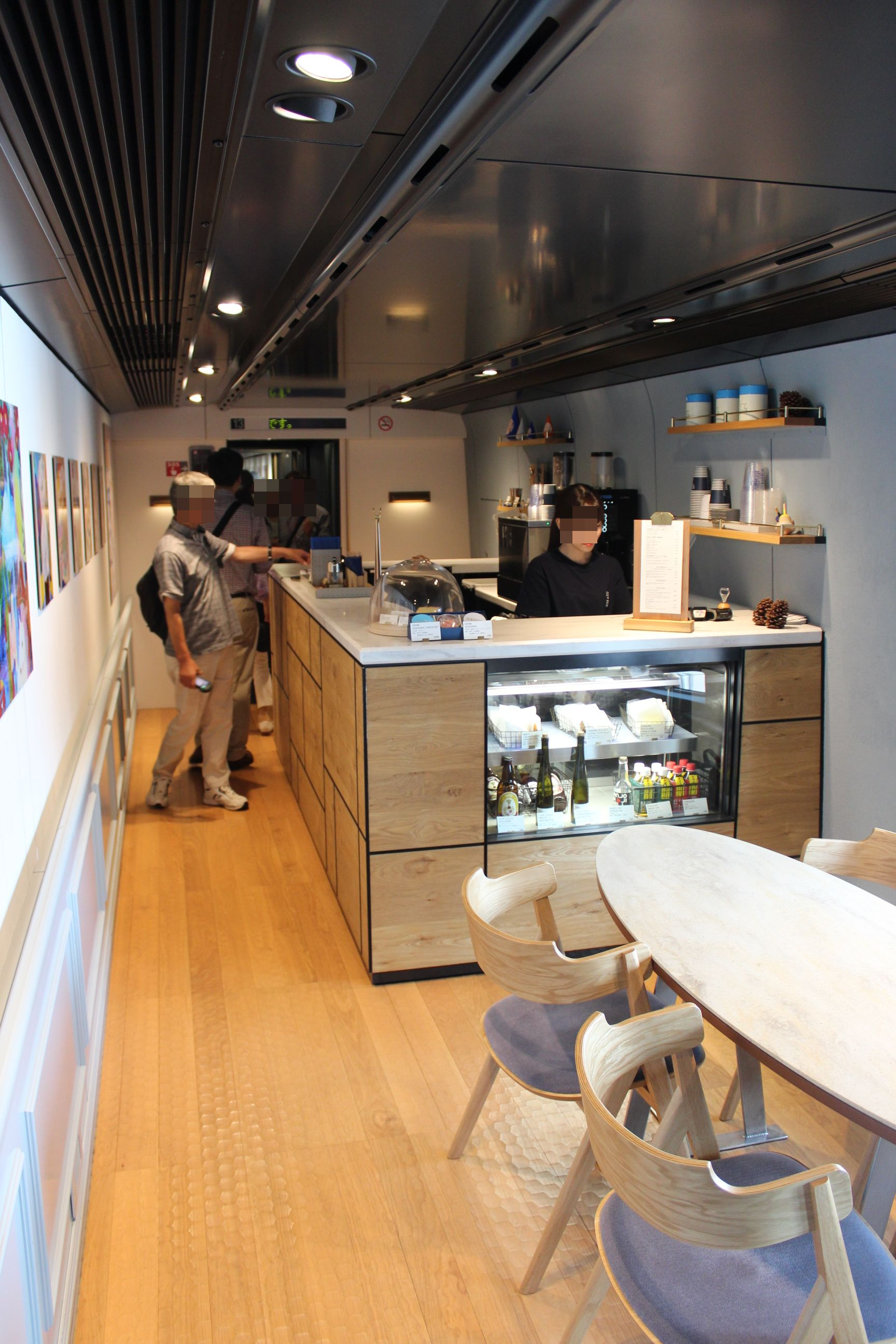
13호차 카페실
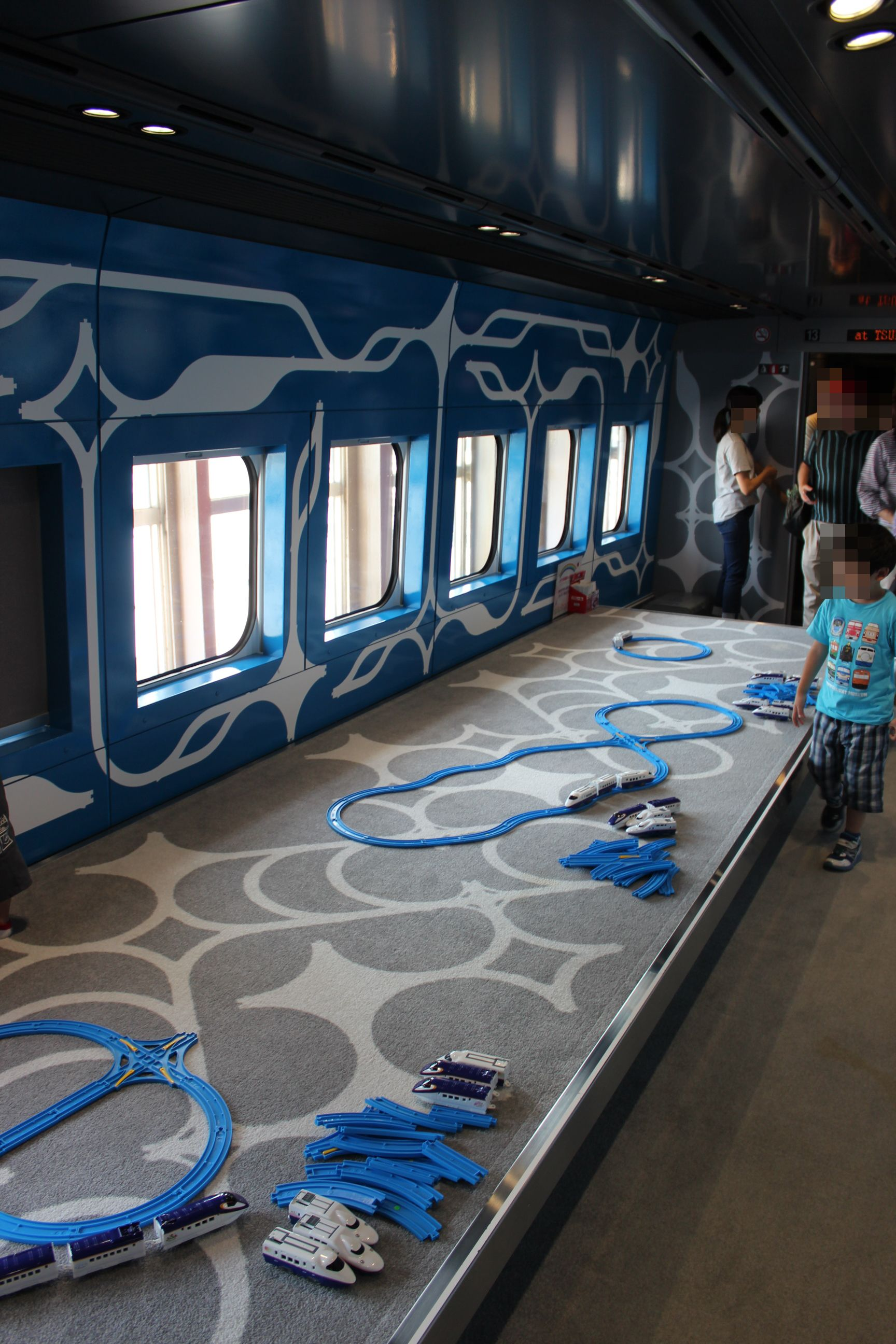
13호차 어린이 놀이터

## 현황
1995년부터 2010년까지 총 41편성이 도입되었다. 가시성을 높이기 위해 현재 운행 중인 차량은 굵은 글씨로 표시했다.

### R 편성
| 차호  | 도입 시기 | 운행 중단 시기 | 비고                                                                     |
| ----- | --------- | -------------- | ------------------------------------------------------------------------ |
| R1호  | 1995년    | 2013년         | 도입 초기 S8호로 도입되었다.                                             |
| R2호  | 1996년    | 2013년         |                                                                          |
| R3호  | 1996년    | 2014년         |                                                                          |
| R4호  | 1996년    | 2014년         |                                                                          |
| R5호  | 1996년    | 2013년         |                                                                          |
| R6호  | 1996년    | 2013년         |                                                                          |
| R7호  | 1996년    | 2013년         |                                                                          |
| R8호  | 1996년    | 2013년         |                                                                          |
| R9호  | 1996년    | 2013년         |                                                                          |
| R10호 | 1996년    | 2013년         |                                                                          |
| R11호 | 1996년    | 2013년         |                                                                          |
| R12호 | 1996년    | 2013년         |                                                                          |
| R13호 | 1997년    | 2013년         |                                                                          |
| R14호 | 1997년    | 2013년         |                                                                          |
| R15호 | 1997년    | 2014년         |                                                                          |
| R16호 | 1997년    | 2014년         |                                                                          |
| R17호 | 1998년    | 2013년         | 6량 상태로 도입되었다. 또한 L편성 중 L56편성으로 이적되었다.             |
| R18호 | 2002년    | 2022년         | 6량 상태로 도입되었다. 2014년부터 2022년까지 토레이유 츠바사로 운행했다. |
| R19호 | 2002년    | 2021년         | 6량 상태로 도입되었다. 2016년부터 2020년까지 겐비 신칸센으로 운행했다.   |
| R20호 | 2003년    | 2015년         | 6량 상태로 도입되었다. 또한 R20편성 은 L편성 중 L56편성으로 이적되었다.  |
| R21호 | 2003년    | 2021년         | 6량 상태로 도입되었다. 또한 R20편성 은 L편성 중 L56편성으로 이적되었다.  |
| R22호 | 2003년    | 2021년         | 6량 상태로 도입되었다. 또한 R20편성 은 L편성 중 L56편성으로 이적되었다.  |
| R23호 | 2003년    | 2014년         | 6량 상태로 도입되었다. 또한 L편성 중 L55편성으로 이적되었다.             |
| R24호 | 2005년    | 2013년         | 6량 상태로 도입되었다. 또한 L편성 중 L54편성으로 이적되었다.             |
| R25호 | 2005년    | 2013년         | 6량 상태로 도입되었다. 또한 L편성 중 L54편성으로 이적되었다.             |
| R26호 | 2005년    | 2014년         | 6량 상태로 도입되었다. 또한 L편성 중 L55편성으로 이적되었다.             |

### L 편성
| 차호  | 도입 시기      | 운행 중단 시기 | 비고                                            |
| ----- | -------------- | -------------- | ----------------------------------------------- |
| L51호 | 1999년         | 2014년         |                                                 |
| L52호 | 1999년         | 2015년         |                                                 |
| L53호 | 2005년         | 2024년         |                                                 |
| L54호 | 2005년         | 2024년         | 2014년에 R24, R25펀성에서 이적 후 재편성되었다. |
| L55호 | 2003년, 2005년 | 2024년         | 2015년에 R23, R26펀성에서 이적 후 재편성되었다. |
| L56호 | 1998년, 2003년 | 2024년         | 2016년에 R17, R20편성에서 이적 후 재편성되었다. |
| L61호 | 2008년         | 2024년         |                                                 |
| L62호 | 2008년         | 운행 중        |                                                 |
| L63호 | 2009년         | 2024년         |                                                 |
| L64호 | 2009년         | 2024년         |                                                 |
| L65호 | 2009년         | 운행 중        |                                                 |
| L66호 | 2009년         | 운행 중        |                                                 |
| L67호 | 2009년         | 운행 중        |                                                 |
| L68호 | 2009년         | 운행 중        |                                                 |
| L69호 | 2009년         | 운행 중        |                                                 |
| L70호 | 2009년         | 운행 중        |                                                 |
| L71호 | 2009년         | 운행 중        |                                                 |
| L72호 | 2010년         | 운행 중        |                                                 |

## 관광 열차

### 토레이유 쓰바사
토레이유 쓰바사(일본어: とれいゆつばさ)는 2014년부터 2021년까지 운행했던 관광열차로 후쿠시마 ~ 신조를 운행한다. R18호의 경우 2002년에 도입해 아키타 신칸센에서 운용했으나 E6계의 도입되면서 야마가타 신칸센 노선에 투입하기 위해 차량 전면보수와 디자인 변경을 통해 운행하기 시작했다. 이 열차의 디자인은 오쿠야마 켄이 했으며 차량 정원은 143명이다.

### 겐비 신칸센
겐비 신칸센(일본어: 現美新幹線)은 2016년 4월 29일부터 2020년 12월 19일까지 운행했던 관광열차로 에치고유자와 ~ 니가타까지 운행한다. 이 열차의 디자인은 일본의 사진작가이자 영화 감독인 니나가와 미카가 했으며 R19호의 경우 2002년에 도입해 아키타 신칸센에서 운용했으나 E6계의 도입되면서 조에쓰 신칸센 노선에 투입하기 위해 차량 전면보수와 디자인 변경을 통해 운행하기 시작했다.

## 같이 보기
- 신칸센 E926형 전동차
- 닥터 옐로우

## 사진

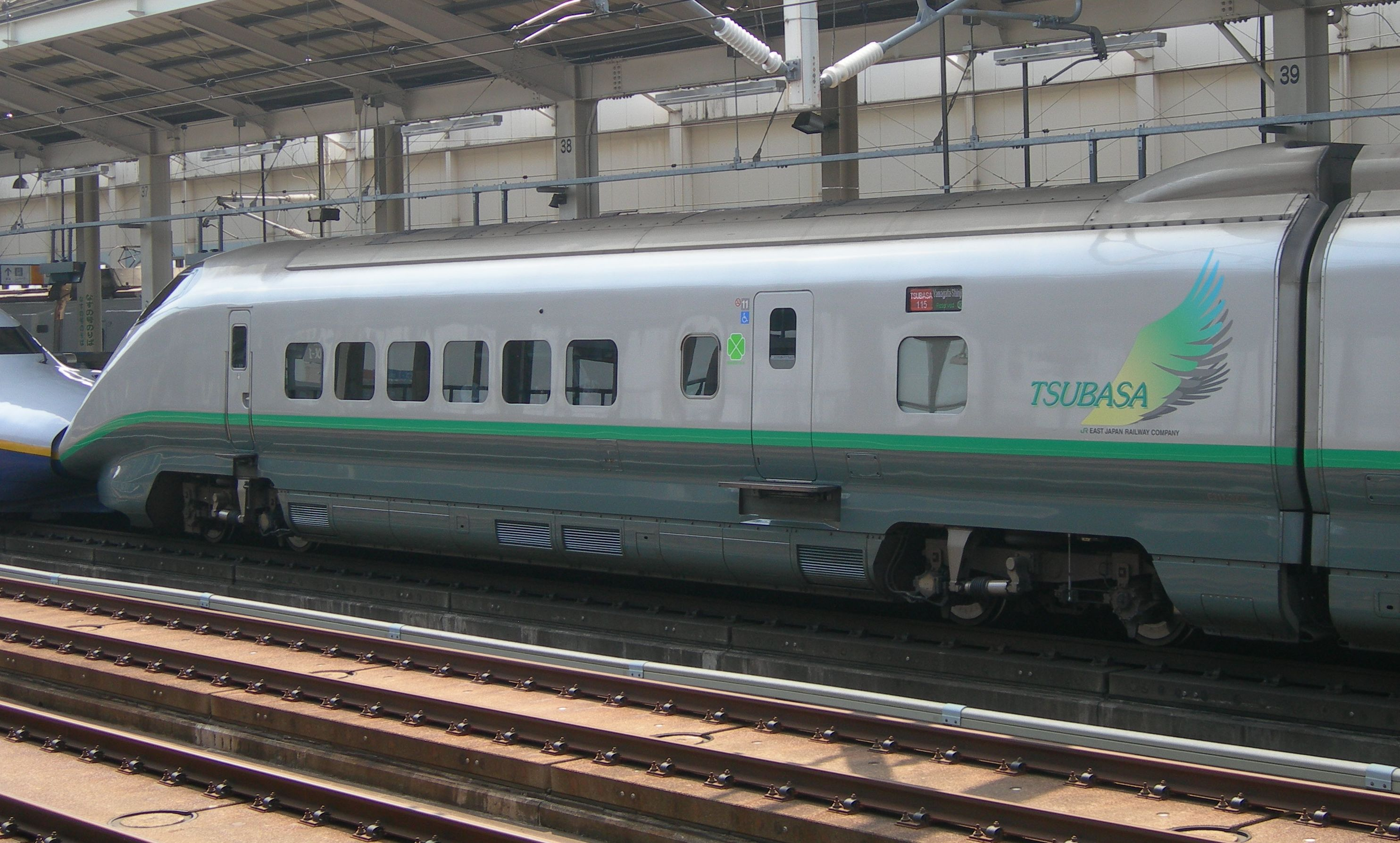
E311-2009 (11호차)
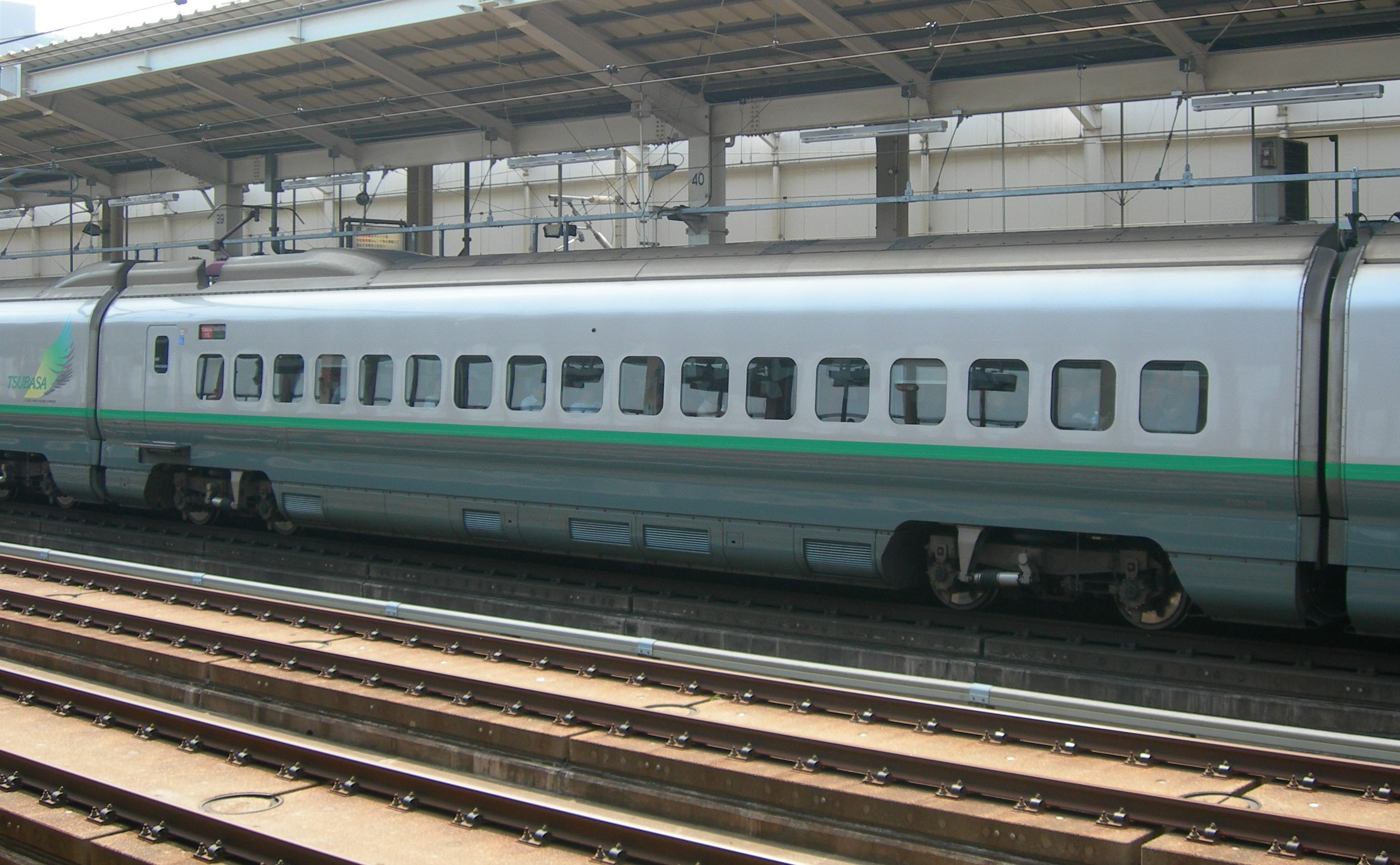
E326-2009 (12호차)
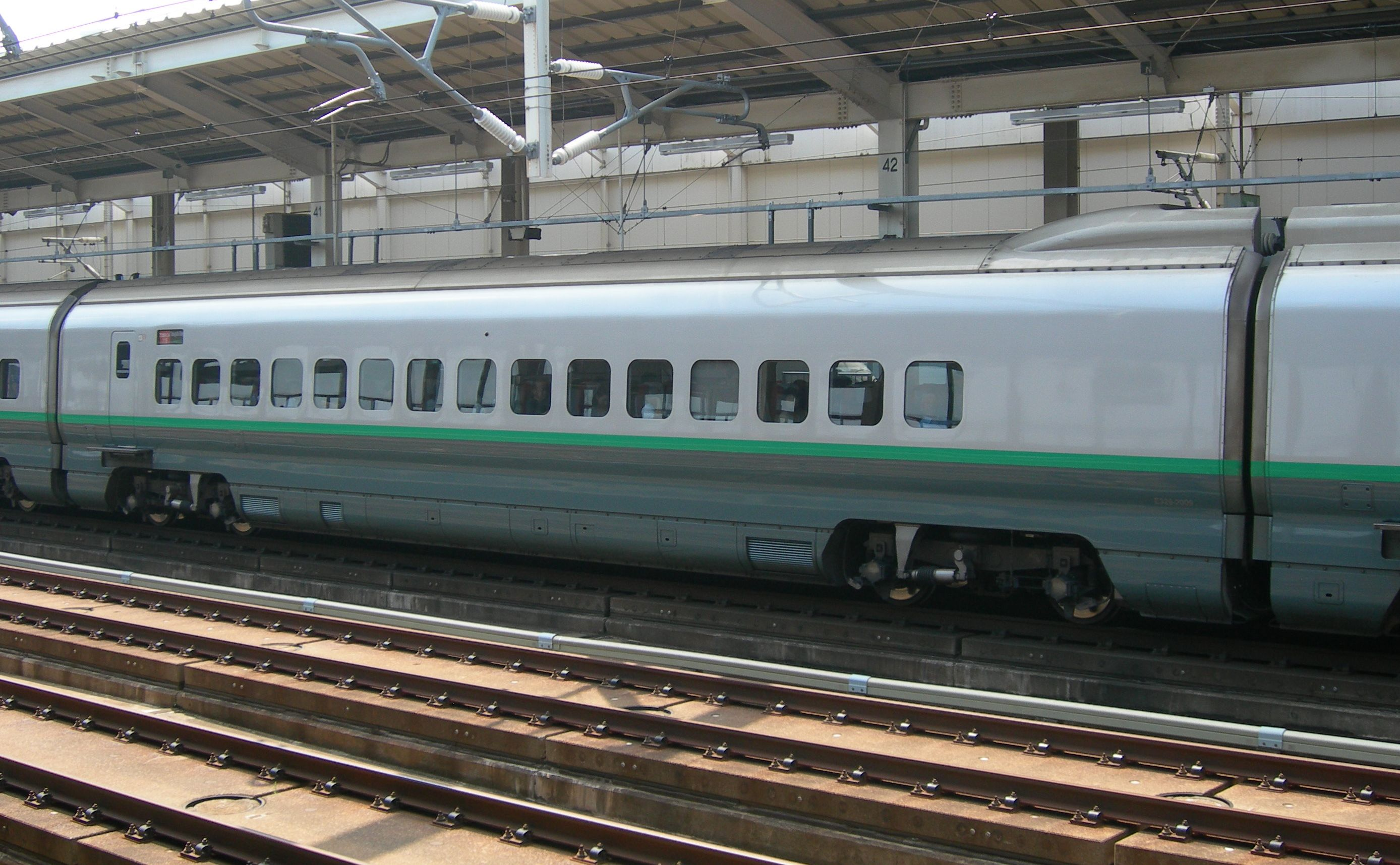
E329-2009 (13호차)
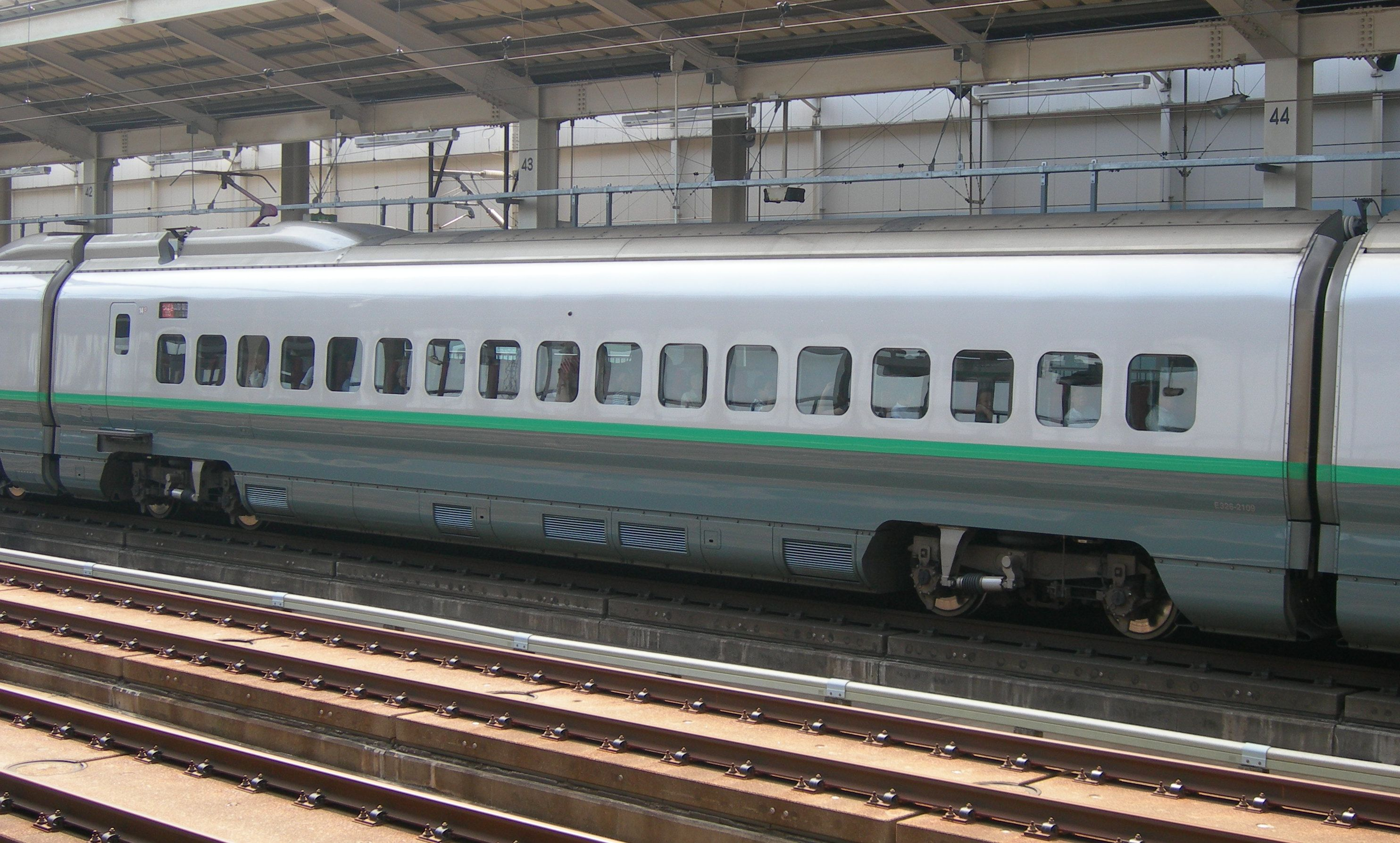
E326-2109 (14호차)
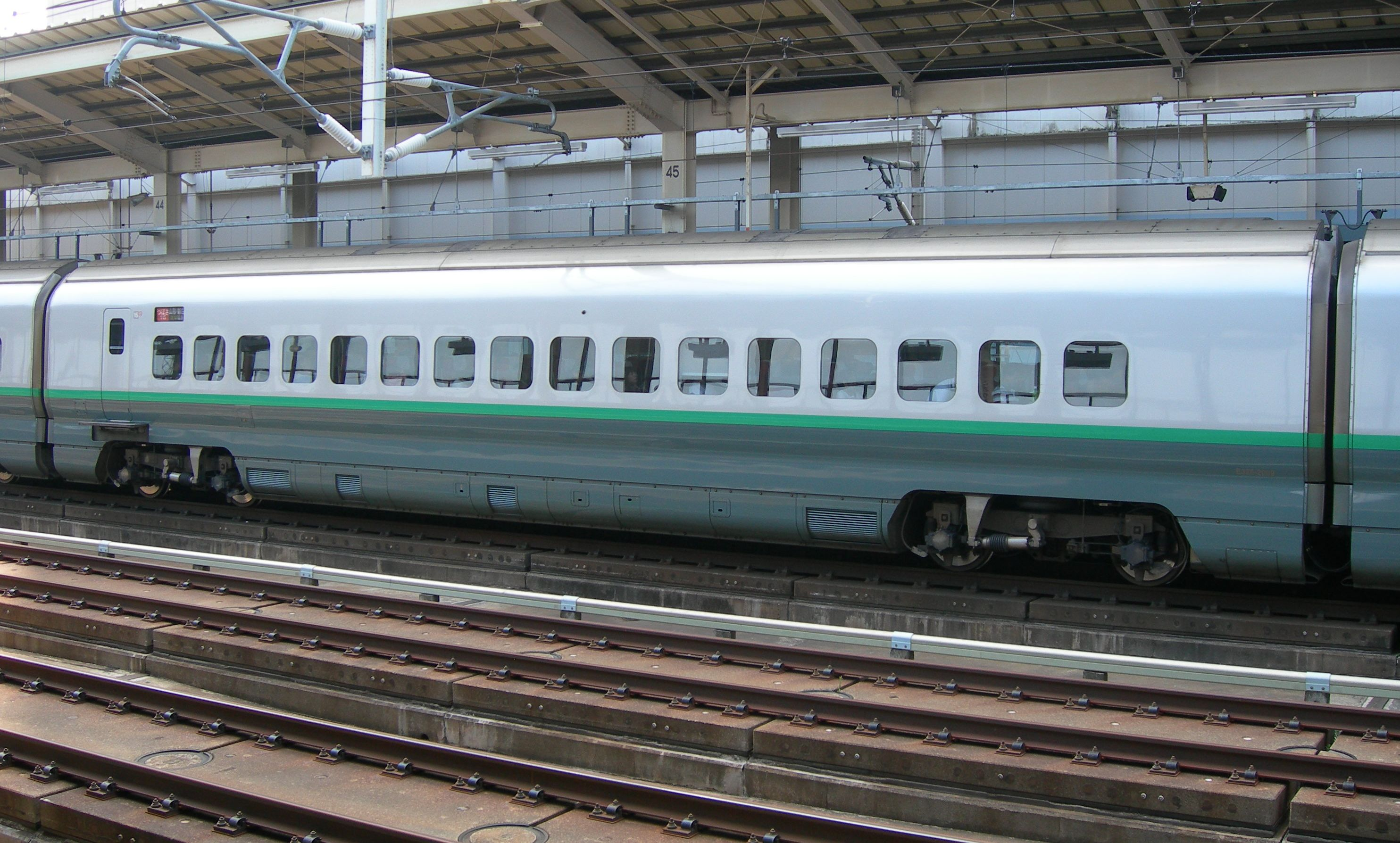
E328-2009 (15호차)
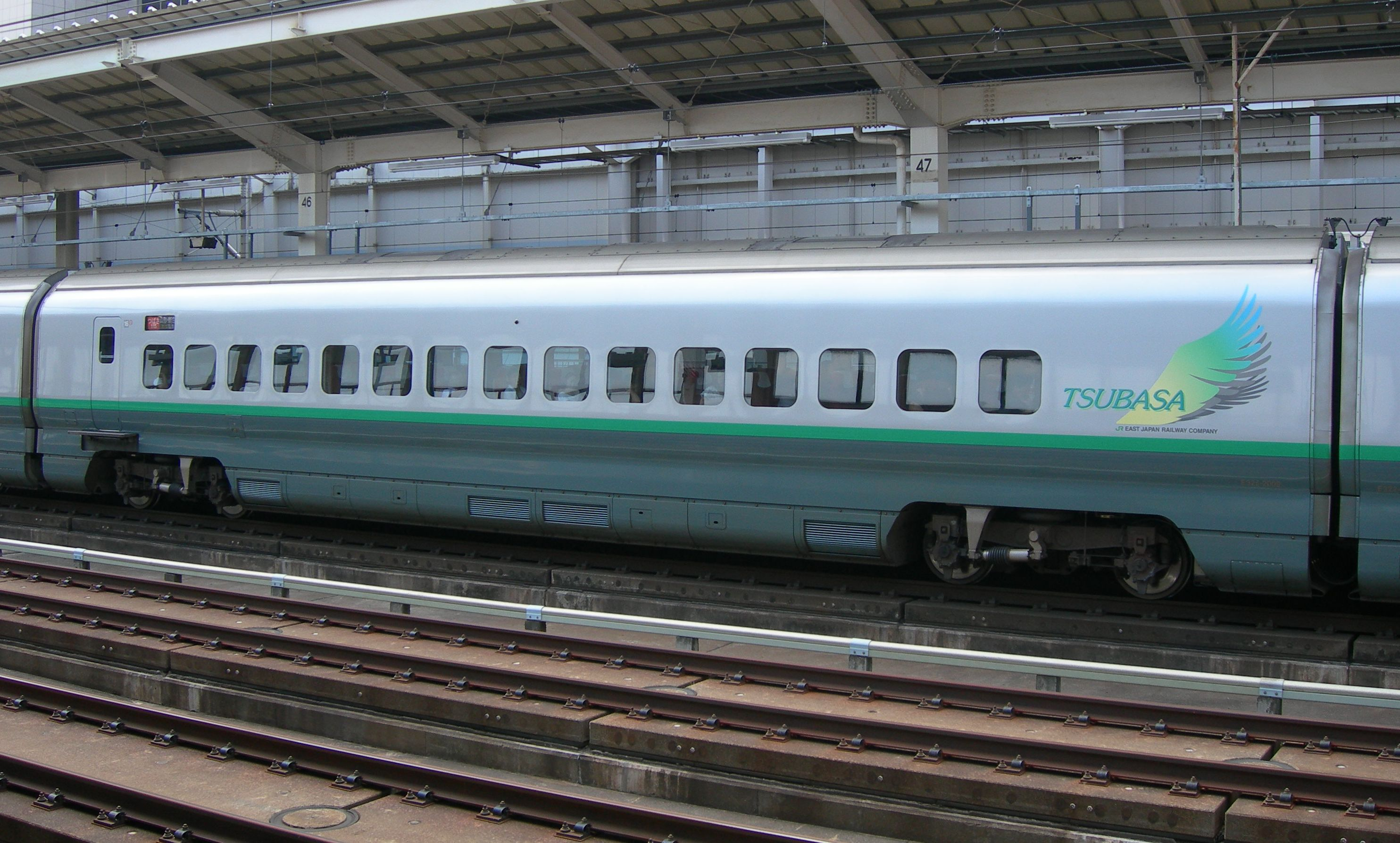
E325-2009 (16호차)
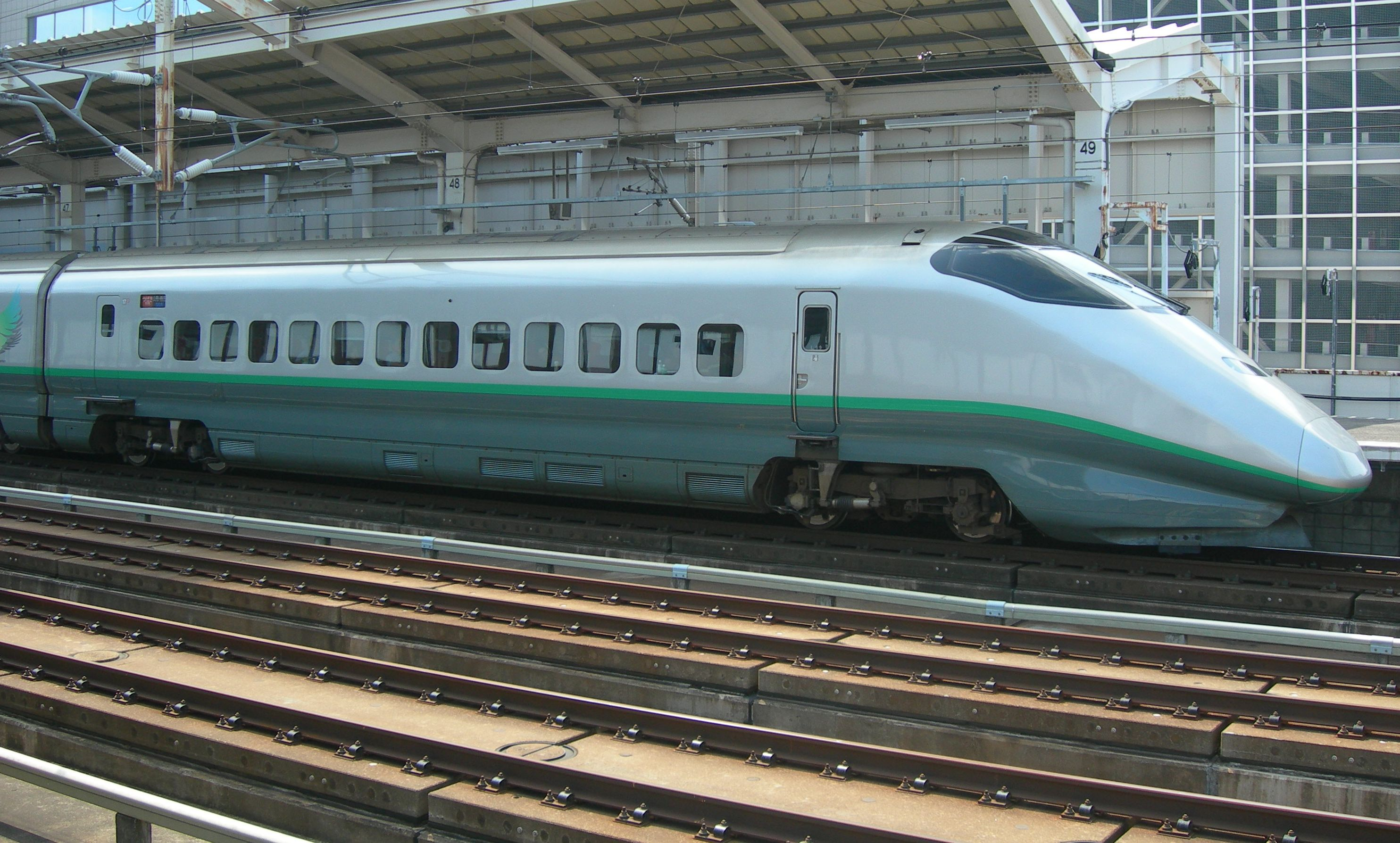
E322-2009 (17호차)